# Magdolna Rúzsa
Magdolna Rúzsa, of simpelweg Magdi Rúzsa (Vojvodina, Joegoslavië; 28 november 1985) is een Hongaars zangeres.

## Overzicht
In 2006 won ze Megasztár, de Hongaarse versie van Idool. Haar eerste album Ördögi Angyal kwam uit op 28 november datzelfde jaar. Op 24 februari 2007 won ze de Fonogram Hungarian Music Award voor Nieuwkomer van het Jaar. In mei van dat jaar mocht ze Hongarije vertegenwoordigen op het Eurovisiesongfestival 2007. Met het nummer Unsubstantial blues werd ze tweede in de halve finale en negende in de grote finale.